# Patinação de velocidade nos Jogos Olímpicos de Inverno da Juventude de 2016
As competições de patinação de velocidade nos Jogos Olímpicos de Inverno da Juventude de 2016 foram disputadas no Hamar Olympic Hall Viking Ship em Hamar, na Noruega, entre os dias 13 e 19 de fevereiro. Sete eventos foram realizados, um a menos com relação a edição anterior, com a exclusão das provas de 3000 metros e a introdução da prova de velocidade por equipes mistas de diferentes Comitês Olímpico Nacionais.

## Calendário
| Fevereiro               | 12 | 13 | 14 | 15 | 16 | 17 | 18 | 19 | 20 | 21 |
| ----------------------- | -- | -- | -- | -- | -- | -- | -- | -- | -- | -- |
| Patinação de velocidade |    | 2  |    | 2  |    | 1  |    | 2  |    |    |

|  | Dia de final |

## Qualificação
Cada país pode enviar o número máximo de 4 atletas (2 por gênero) para esta competição. O critério de classificação foi o resultado conquistado nas etapas da Copa do Mundo Júnior de Patinação de Velocidade de 2015–16. O país-sede (Noruega) teve direito a pelo menos uma vaga sem a necessidade de garantir na Copa do Mundo.

### Sumário
A distribuição das vagas foi a seguinte:
| CON                | Masculino | Feminino | Total |
| ------------------ | --------- | -------- | ----- |
| GER Alemanha       | 2         | 2        | 4     |
| AUT Áustria        | 1         | 2        | 3     |
| BLR Bielorrússia   | 2         | 2        | 4     |
| CAN Canadá         | 1         |          | 1     |
| KAZ Cazaquistão    | 2         | 2        | 4     |
| CHN China          | 2         | 2        | 4     |
| KOR Coreia do Sul  | 2         | 2        | 4     |
| USA Estados Unidos | 1         |          | 1     |
| EST Estônia        | 2         |          | 2     |
| FIN Finlândia      | 2         |          | 2     |
| ITA Itália         | 1         | 2        | 3     |
| JPN Japão          | 2         | 2        | 4     |
| NOR Noruega        | 2         | 1        | 3     |
| NED Países Baixos  | 2         | 2        | 4     |
| POL Polônia        | 2         | 2        | 4     |
| CZE Chéquia        |           | 1        | 1     |
| ROU Romênia        |           | 1        | 1     |
| RUS Rússia         | 2         | 2        | 4     |
| SWE Suécia         |           | 1        | 1     |
| SUI Suíça          |           | 2        | 2     |
| Total de atletas   | 28        | 28       | 56    |
| Total de CONs      | 16        | 16       | 20    |

## Medalhistas
Masculino
| Evento                    | Ouro                           | Prata                             | Bronze                            |
| ------------------------- | ------------------------------ | --------------------------------- | --------------------------------- |
| 500 m detalhes            | Li Yanzhe CHN China            | Kazuki Sakakibara JPN Japão       | Chung Jae-Woong KOR Coreia do Sul |
| 1500 m detalhes           | Kim Min-Seok KOR Coreia do Sul | Daichi Horikawa JPN Japão         | Daan Baks NED Países Baixos       |
| Largada coletiva detalhes | Kim Min-Seok KOR Coreia do Sul | Chung Jae-Woong KOR Coreia do Sul | Allan Dahl Johansson NOR Noruega  |

Feminino
| Evento                    | Ouro                          | Prata             | Bronze                        |
| ------------------------- | ----------------------------- | ----------------- | ----------------------------- |
| 500 m detalhes            | Kim Min-Sun KOR Coreia do Sul | Han Mei CHN China | Li Huawei CHN China           |
| 1500 m detalhes           | Park Ji-Woo KOR Coreia do Sul | Han Mei CHN China | Noemi Bonazza ITA Itália      |
| Largada coletiva detalhes | Park Ji-Woo KOR Coreia do Sul | Han Mei CHN China | Kim Min-Sun KOR Coreia do Sul |

Misto
| Evento                          | Ouro | Prata | Bronze |
| ------------------------------- | --- | --- | --- |
| Velocidade por equipes detalhes | Noemi Bonazza (ITA) Sumiya Buyantogtokh (MGL) Chung Jae-Woong (KOR) Shen Hanyang (CHN) MIX Equipes de CONs mistos | Elisa Dul (NED) Karolina Gąsecka (POL) Austin Kleba (USA) Anvar Mukhamadeyev (KAZ) MIX Equipes de CONs mistos | Chiara Cristelli (ITA) Mihaela Hogaș (ROU) Ole Jeske (GER) Allan Dahl Johansson (NOR) MIX Equipes de CONs mistos |

## Quadro de medalhas
| Ordem | País                       | Medalha de ouro | Medalha de prata | Medalha de bronze |    |
| ----- | -------------------------- | --------------- | ---------------- | ----------------- | -- |
| 1     | KOR Coreia do Sul          | 5               | 1                | 2                 | 8  |
| 2     | CHN China                  | 1               | 3                | 1                 | 5  |
| –     | MIX Equipes de CONs mistos | 1               | 1                | 1                 | 3  |
| 3     | JPN Japão                  |                 | 2                |                   | 2  |
| 4     | ITA Itália                 |                 |                  | 1                 | 1  |
|       | NED Países Baixos          |                 |                  | 1                 | 1  |
|       | NOR Noruega                |                 |                  | 1                 | 1  |
| TOTAL | TOTAL                      | 7               | 7                | 7                 | 21 |